# Mary Achenbach
Mary Achenbach geb. Wasgindt (* 4. Februar 1883 in Brighton-Keymer, Sussex; † 27. September 1975 in Gudensberg) war eine britisch-deutsche Malerin.

## Leben
Die Künstlerin studierte an der Art School London Hemstead Fotografie. 
Zunächst lebte die britische Malerin in Wien und in Aachen, bis sie schließlich 1920 in Kassel ansässig wurde. Sie heiratete den Maler und Fotografen Carl Achenbach und verbrachte ihre letzten Lebensjahre in Gudensberg.

## Werk
Bekannt wurde Mary Achenbach  durch  Porträts, Stillleben, Stadtansichten von Kassel und London sowie Landschaftsansichten der Schwalm insbesondere bei Harle, des Matterhorns, des Thunersees, der Jungfrau und des Kasseler Herkules.

## Ausstellungen
- 1935: Neue Kunst im Gau Kurhessen, Kunstverein Kassel[2]
- 1944: Gauausstellung kurhessischer Künstler,[3] Kunstverein Kassel, Ballhaus Kassel

## Werke in Sammlungen
- Neue Galerie Kassel